# Lauriane Yougang
Lauriane Yougang  (née en 1994 à Douala) est une plasticienne camerounaise. Elle compte à son actif plusieurs tableaux présentés lors de trois expositions individuelles dont une en 2015 et deux en 2021.

## Biographie

### Jeunesse et études
Lauriane Yougang est une plasticienne camerounaise née en 1994 à Douala. Elle travaille la céramique et la peinture.
Lauriane suit des études primaires, secondaires et supérieures. Elle obtient progressivement en 2011 le certificat d’aptitude professionnel (CAP) en secrétariat et bureautique au Lycée technique de Nylon à Douala, en 2015 le baccalauréat AF1 option céramique à l'institut de formation artistique (IFA) de Mbalmayo et en 2019 une licence en arts plastiques et histoire de l'art à l’université de Yaoundé I.

### Projets et expositions
En 2015, elle présente Extraire de matière suivi de Dynamique lyrique, et Altérabilité en 2021 mettant en avant le féminisme dans une société dans laquelle la phallocratie continue de régner,.
De 2016 à 2019, elle participe à plusieurs rencontres artistiques. En 2017, elle se présente à l'exposition Femme Actuelle à l’université de Yaoundé I. En 2018, elle prend part à trois expositions dont la première Sur l'esplanade des rencontres à la Libre académie des beaux-arts de Douala s'est tenue à l'occasion de la 71e fête de la république italienne et en adéquation avec le lancement du projet culturel CAM’ON. La deuxième qui est la première édition de Douala Art Fair qui est une foire de promotion de l'art contemporain en Afrique; et la troisième lors de la dixième édition du RAVY. En 2019, elle participe à la deuxième édition de Douala Art Fair, à l'exposition Extase à Yaoundé, à la troisième édition d'Annie art days sous le thème Un pour tous et tous pour un organisé par l'AKA gallery sous le signe de la commémoration de l'art,. Finalement, la même année, à l'exposition Masque à masque après un atelier conduit par Koko Komégné aux côtés d'Aurelie Djiena, Winnie Songmene, Lydie Daniellle Gnyndon et Leuna Noumbimboo toutes membres de New spirit,.
En 2020, elle réalise un projet de construction de four pour cuisson d'objets céramique.

## Vernissage
- 2015 : Extraire de matière
- 2021 : Dynamique lyrique
- 2021 :  Altérabilité